# 耶律隆先
耶律隆先（やりつ りゅうせん、生没年不詳）は、遼（契丹）の皇族。平王。字は団隠。

## 経歴
耶律突欲と渤海出身の大氏のあいだの子として生まれた。保寧元年（969年）4月、平王に封じられた。ほどなく政事令を兼ね、東京留守をつとめた。租税を軽くし、刑罰をはぶき、鰥夫や寡婦をあわれみ、たびたび賢能の士を推薦した。
保寧10年（978年）9月、子の耶律陳哥が渤海の官僚と図って隆先を謀殺しようと挙兵したため、景宗は耶律陳哥を市で車裂に処した。後に隆先は耶律室魯とともに高麗を攻撃して功績を挙げ、帰国後に死去した。医巫閭山の道隠谷に葬られた。
詩集に『閬苑集』があった。

## 伝記資料
- 『遼史』巻72 列伝第2